# Projektives Tensorprodukt
Das projektive Tensorprodukt ist eine Erweiterung der in der Mathematik betrachteten Tensorprodukte von Vektorräumen auf den Fall, dass zusätzlich Topologien auf den Vektorräumen vorhanden sind. In dieser Situation liegt es nahe, auch auf dem Tensorprodukt der Räume eine Topologie erklären zu wollen. Unter den vielen Möglichkeiten dies zu tun sind das injektive Tensorprodukt und das hier zu behandelnde projektive Tensorprodukt natürliche Wahlen.
Die Untersuchung des projektiven Tensorproduktes lokalkonvexer Räume geht auf Alexander Grothendieck zurück.
Einige Resultate über Banachräume wurden zuvor von Robert Schatten erzielt.
Zunächst wird der leichter zugängliche Fall der normierten Räume und Banachräume besprochen, anschließend wird auf die Verallgemeinerungen in der Theorie der lokalkonvexen Räume eingegangen.

## Normierte Räume
Das Tensorprodukt zweier normierter Räume lässt sich wie folgt ebenfalls zu einem normierten Raum machen.

### Definition
Seien {\displaystyle (E,\|\cdot \|_{1})} und {\displaystyle (F,\|\cdot \|_{2})} normierte Räume.
Die Elemente des Tensorproduktes {\displaystyle z\in E\otimes F} können in der Form {\displaystyle z=\sum _{i=1}^{n}x_{i}\otimes y_{i}} geschrieben werden, wobei diese Summendarstellung nicht eindeutig ist.
Definiert man
{\displaystyle \|z\|_{\pi }:=\inf \left\{\sum _{i=1}^{n}\|x_{i}\|_{1}\cdot \|y_{i}\|_{2};\,n\in {\mathbb {N} },x_{i}\in E,y_{i}\in F,z=\sum _{i=1}^{n}x_{i}\otimes y_{i}\right\}},
so erhält man eine Norm auf dem Tensorprodukt {\displaystyle E\otimes F}. Diese Norm heißt das projektive Tensorprodukt der Normen {\displaystyle \|\cdot \|_{1}}
und {\displaystyle \|\cdot \|_{2}}.
Versieht man {\displaystyle E\otimes F} mit dieser Norm, so nennt man {\displaystyle E\otimes F} das projektive Tensorprodukt oder auch das {\displaystyle \pi }-Tensorprodukt der normierten Räume {\displaystyle E} und {\displaystyle F} und schreibt dafür {\displaystyle E\otimes _{\pi }F}.

### Eigenschaften
Sind in der Situation obiger Definition {\displaystyle x\in E,y\in F}, so gilt {\displaystyle \|x\otimes y\|_{\pi }=\|x\|_{1}\cdot \|y\|_{2}}.
Ist {\displaystyle B:E\times F\rightarrow G} eine stetige, bilineare Abbildung zwischen normierten Räumen, so induziert diese eine eindeutig bestimmte stetige, lineare Abbildung {\displaystyle B_{0}:E\otimes F\rightarrow G}, wobei {\displaystyle B(x,y)=B_{0}(x\otimes y)} für alle {\displaystyle x\in E,y\in F}.
Für die Operatornorm gilt {\displaystyle \|B_{0}\|=\sup\{\|B(x,y)\|;\,x\in E,\|x\|_{1}\leq 1,y\in F,\|y\|_{2}\leq 1\}}.
Daher ist {\displaystyle \otimes _{\pi }} das Tensorprodukt in der Kategorie der normierten Räume mit den stetigen linearen Abbildungen als Morphismen im Sinne der Universaldefinition des Tensorproduktes.

## Banachräume
Das projektive Tensorprodukt zweier Banachräume {\displaystyle (E,\|\cdot \|_{1})} und {\displaystyle (F,\|\cdot \|_{2})} ist in der Regel nicht vollständig, so dass die Bildung des Tensorproduktes aus der Kategorie der Banachräume herausführt.
Um in der Kategorie der Banachräume zu bleiben, muss man vervollständigen.

### Definition
Man definiert {\displaystyle E{\hat {\otimes }}_{\pi }F} als die Vervollständigung des normierten Raums {\displaystyle E\otimes _{\pi }F} und nennt {\displaystyle E{\hat {\otimes }}_{\pi }F} das projektive Tensorprodukt in der Kategorie der Banachräume.
Diese Definition wird besonders durch die nachfolgende universelle Eigenschaft motiviert.

### Universelle Eigenschaft
Ist {\displaystyle B:E\times F\rightarrow G} eine stetige, bilineare Abbildung zwischen Banachräumen, so gibt es genau eine stetige, lineare Abbildung {\displaystyle B_{0}:E{\hat {\otimes }}_{\pi }F\rightarrow G} mit {\displaystyle B(x,y)=B_{0}(x\otimes y)} für alle {\displaystyle x\in E,y\in F}.
Für die Operatornorm gilt wie im Falle der normierten Räume {\displaystyle \|B_{0}\|=\sup\{\|B(x,y)\|;\,x\in E,\|x\|_{1}\leq 1,y\in F,\|y\|_{2}\leq 1\}}.
Also ist {\displaystyle {\hat {\otimes }}_{\pi }} das Tensorprodukt in der Kategorie der Banachräume mit den stetigen linearen Abbildungen als Morphismen im Sinne der Universaldefinition des Tensorproduktes.

### Darstellung der Elemente
Jedes Element {\displaystyle z\in E{\hat {\otimes }}_{\pi }F} hat eine Darstellung {\displaystyle z=\sum _{i=1}^{\infty }x_{i}\otimes y_{i}} mit {\displaystyle \sum _{i=1}^{\infty }\|x_{i}\|_{1}\cdot \|y_{i}\|_{2}<\infty }, wobei diese Darstellung als absolut konvergente Reihe nicht eindeutig ist.
Es gilt die Formel
{\displaystyle \|z\|_{\pi }:=\inf \left\{\sum _{i=1}^{\infty }\|x_{i}\|_{1}\cdot \|y_{i}\|_{2};\,x_{i}\in E,y_{i}\in F,z=\sum _{i=1}^{\infty }x_{i}\otimes y_{i},\sum _{i=1}^{\infty }\|x_{i}\|_{1}\cdot \|y_{i}\|_{2}<\infty \right\}}.

### Dualräume
Der Dualraum eines projektiven Tensorproduktes {\displaystyle E{\hat {\otimes }}_{\pi }F} kann mit dem Raum {\displaystyle L(E,F')} der stetigen, linearen Operatoren von {\displaystyle E} in den Dualraum von {\displaystyle F} identifiziert werden. Ist {\displaystyle S:E\rightarrow F'} ein solcher Operator, so ist
{\displaystyle \psi _{S}:E\otimes F\rightarrow \mathbb {R} ,\,\sum _{i=1}^{n}x_{i}\otimes y_{i}\mapsto \sum _{i=1}^{n}(S(x_{i}))(y_{i})}
ein {\displaystyle \|\cdot \|_{\pi }}-stetiges lineares Funktional, dessen Norm mit der Operatornorm übereinstimmt, es lässt sich also normgleich zu einem stetigen linearen Funktional {\displaystyle {\overline {\psi _{S}}}} nach {\displaystyle E{\hat {\otimes }}_{\pi }F} fortsetzen. Dann kann man zeigen, dass {\displaystyle \psi }
{\displaystyle \psi :L(E,F')\rightarrow (E{\hat {\otimes }}_{\pi }F)',\,S\mapsto {\overline {\psi _{S}}}}
ein isometrischer Isomorphismus ist. In diesem Sinne ist die Identifikation {\displaystyle L(E,F')\cong (E{\hat {\otimes }}_{\pi }F)'} zu verstehen.

### Das Tensorprodukt mit L1-Räumen
Es seien {\displaystyle (X,\Sigma ,\mu )} ein Maßraum und {\displaystyle (E,\|\cdot \|)} ein Banachraum.
Sei {\displaystyle L^{1}(X,\Sigma ,\mu ,E)} der Banachraum aller Äquivalenzklassen messbarer Funktionen {\displaystyle f:X\rightarrow E} mit {\displaystyle \|f\|_{1}:=\int _{X}\|f\|{\rm {d}}\mu (t)<\infty }, wobei zwei messbare Funktionen äquivalent sind, wenn sie {\displaystyle \mu }-fast überall übereinstimmen, das heißt, wenn sie höchstens innerhalb einer {\displaystyle \mu }-Nullmenge verschiedene Werte annehmen.
Nach der universellen Eigenschaft induziert die bilineare Abbildung {\displaystyle L^{1}(X,\Sigma ,\mu )\times E\rightarrow L^{1}(X,\Sigma ,\mu ,E),(f,x)\mapsto f(\cdot )x}, eine stetige lineare Abbildung {\displaystyle L^{1}(X,\Sigma ,\mu ){\hat {\otimes }}_{\pi }E\rightarrow L^{1}(X,\Sigma ,\mu ,E)}.
Es gilt nun der Satz, dass diese Abbildung ein isometrischer Isomorphismus ist.
Das schreibt sich kurz und prägnant als
{\displaystyle L^{1}(X,\Sigma ,\mu ){\hat {\otimes }}_{\pi }E\cong L^{1}(X,\Sigma ,\mu ,E)}.

### Banachalgebren
Seien {\displaystyle (E,\|\cdot \|_{1})} und {\displaystyle (F,\|\cdot \|_{2})} Banachalgebren.
Dann setzt sich die Definition {\displaystyle (x_{1}\otimes y_{1})\cdot (x_{2}\otimes y_{2}):=x_{1}x_{2}\otimes y_{1}y_{2}} zu einer Multiplikation auf {\displaystyle E{\hat {\otimes }}_{\pi }F} fort, die {\displaystyle E{\hat {\otimes }}_{\pi }F} zu einer Banachalgebra macht, das heißt, die Norm {\displaystyle \|\cdot \|_{\pi }} ist submultiplikativ.

### Negative Aussagen
- Eine zu {\displaystyle L^{1}(X,\Sigma ,\mu ){\hat {\otimes }}_{\pi }E\cong L^{1}(X,\Sigma ,\mu ,E)} analoge Aussage für Räume stetiger Funktionen gilt nicht, dazu muss man das injektive Tensorprodukt heranziehen.
- Im Allgemeinen ist das projektive Tensorprodukt reflexiver Räume nicht wieder reflexiv. Ist {\displaystyle \ell ^{2}} der Folgenraum der quadrat-summierbaren Folgen mit den Einheitsvektoren {\displaystyle e_{n}}, so ist der von den Elementen {\displaystyle e_{n}\otimes e_{n}} erzeugte abgeschlossene Unterraum von {\displaystyle \ell ^{2}{\hat {\otimes }}_{\pi }\ell ^{2}} isometrisch isomorph zum Folgenraum {\displaystyle \ell ^{1}} der absolut-summierbaren Folgen. Da letzterer nicht reflexiv ist, kann auch {\displaystyle \ell ^{2}{\hat {\otimes }}_{\pi }\ell ^{2}} nicht reflexiv sein, obwohl der Hilbertraum {\displaystyle \ell ^{2}} es ist.[3]
- Sieht man von trivialen Ausnahmen ab, so sind projektive Tensorprodukte von Hilberträumen (C*-Algebren) keine Hilberträume (C*-Algebren), wie durch das Beispiel des vorangegangenen Punktes belegt wird. Es gibt aber ein spezielles Hilbertraum-Tensorprodukt, das auch Ausgangspunkt für Tensorprodukte von C*-Algebren ist.

## Lokalkonvexe Räume
Die Konstruktion des projektiven Tensorproduktes kann auf den Fall der lokalkonvexen Räume verallgemeinert werden.

### Definition
Seien {\displaystyle U\subset E} und {\displaystyle V\subset F} abgeschlossene, absolutkonvexe Nullumgebungen in den lokalkonvexen Vektorräumen {\displaystyle E} und {\displaystyle F}. {\displaystyle \pi _{U,V}} sei das Minkowski-Funktional der absolutkonvexen Hülle von {\displaystyle U\otimes V:=\{x\otimes y;x\in U,y\in V\}\subset E\otimes F}.
Das projektive Tensorprodukt oder {\displaystyle \pi }-Tensorprodukt {\displaystyle E\otimes _{\pi }F} ist der Tensorproduktraum mit dem System der Halbnormen {\displaystyle \pi _{U,V}}, wobei {\displaystyle U\subset E} und {\displaystyle V\subset F} die abgeschlossenen, absolutkonvexen Nullumgebungen durchlaufen.
Bezeichnen {\displaystyle p_{U}} bzw. {\displaystyle p_{V}} die Minkowski-Funktionale von {\displaystyle U} bzw. {\displaystyle V}, so gilt die Formel
{\displaystyle \pi _{U,V}(z):=\inf \left\{\sum _{i=1}^{n}p_{U}(x_{i})\cdot p_{V}(y_{i});\,n\in {\mathbb {N} },x_{i}\in E,y_{i}\in F,z=\sum _{i=1}^{n}x_{i}\otimes y_{i}\right\}}.
Daher verallgemeinert diese Definition das projektive Tensorprodukt normierter Räume.
Man kann zeigen, dass die so erklärte Topologie die feinste lokalkonvexe Topologie auf dem Tensorprodukt ist, die die natürliche bilineare Abbildung
{\displaystyle E\times F\rightarrow E\otimes F} stetig macht.
Die Vervollständigung von {\displaystyle E\otimes _{\pi }F} wird wie im Falle normierter Räume mit {\displaystyle E{\hat {\otimes }}_{\pi }F} bezeichnet.

### Stabilitätseigenschaften
Viele Klassen lokalkonvexer Räume sind stabil gegenüber der Bildung des projektiven Tensorproduktes.
Gehören {\displaystyle E} und {\displaystyle F} beide zu einer der Klassen
- normierte Räume
- metrisierbare lokalkonvexe Räume
- nukleare Räume
- Schwartz-Räume
- quasinormierbare Räume
- (DF)-Räume
- gDF-Räume,

so gehören auch {\displaystyle E\otimes _{\pi }F} und {\displaystyle E{\hat {\otimes }}_{\pi }F} zu dieser Klasse.
Das projektive Tensorprodukt tonnelierter Räume ist im Allgemeinen nicht wieder tonneliert.
Sind aber {\displaystyle E} und {\displaystyle F} metrisierbar und tonneliert, so ist auch {\displaystyle E\otimes _{\pi }F} metrisierbar und tonneliert.